# Harbo distrikt
Harbo distrikt är ett distrikt i Heby kommun och Uppsala län. 
Distriktet ligger i östra delen av kommunen. 

## Tidigare administrativ tillhörighet
Distriktet inrättades 2016 och utgörs av socknen Harbo i Heby kommun.
Området motsvarar den omfattning Harbo församling hade vid årsskiftet 1999/2000.